# Каменные работы
Каменные работы — производство каменной кладки в виде соединения естественного камня (булыжников, валунов, бутового камня, гранита) и искусственных камней с помощью известкового или цементных растворов, бетона, железных связей и др.

## Рабочий материал
Материалом для этих работ служит естественный камень в необработанном виде (полевые камни, булыги, валуны), или добытый из каменоломен, обработанный камнетёсом, или же искусственно приготовленный камень в виде правильных параллелепипедов (кирпич) и в других геометрических формах (лекальный кирпич) или же в виде монолитной массы (бетон). Для соединения камней употребляются растворы — известковый и цементный, железные связи, а иногда и сами камни притесываются для взаимного зацепления.